# Béla I al Ungariei
Béla I supranumit Campionul și Bizonul (în limbile maghiară: I. (Bajnok/Bölény) Béla; slovacă: Belo I), (n. 1016, Devín, Țările Coroanei Sfântului Ștefan, Regatul Ungariei⁠(d) – d. 11 septembrie 1063, Dömös, Districtul Esztergom, Regatul Ungariei, Regatul Ungariei⁠(d)) a fost rege al Ungariei din 1060 până la moarte. El a făcut parte din ramura tânără a Casei Árpád. Înainte să devină rege, el a petrecut 17 ani în exil în Polonia, la curtea regelui Poloniei. S-a reîntors în țară în 1043 la cererea fratelui său, regele Andrei, care i-a oferit titlul de Duce al unei treimi din regat și l-a proclamat urmaș la tron. Regele Andrei a hotărât însă ca, după ce i s-a născut un băiat, Solomon, să își desemneze pe fiul său moștenitor al tronului. Béla a refuzat să accepte acest aranjament și s-a revoltat împotriva regelui și a fratelui său. În ciuda faptului că Bela a reușit să îl înfrângă pe Andrei, el nu a reușit să impună succesiunea la tron a propriului fiu, opoziția împotriva lui Géza I încetând abia în 1074.

## Tinerețea
Béla a fost fiul ducelui Vazul, unul dintre verii lui Ștefan I, primul rege al Ungariei. Despre mama sa se știe că făcea parte din familia Tátony și a fost soția sau concubina lui Vazul, care urma încă tradițiile păgâne maghiare.

## Exilul
Vazul s-a implicat într-o tentativă eșuată de asasinare a regelui Ștefan. Pentru trădarea sa a fost executat în 1037 după ce fusese mai întâi orbit turnându-i-se plumb topit în urechi. Cei trei frați, Béla, Levente și Andrei, au fugit întâi în Boemia, după care au plecat mai departe în Polonia. Béla a rămas la curtea ducelui Poloniei, unde s-a căsătorit. Levente și Andrei și-au continuat drumul spre est, stabilindu-se la Kiev. Béla a devenit un comandant militar de succes sub comanda lui Mieszko al II-lea Lambert, evidențiindu-se în campaniile militare ale acestuia împotriva triburilor păgâne din Pomerania. În această perioada i s-a atribuit supranumele de „Campionul”. 
Unele cronici relatează că, atunci când liderul triburilor pomeraniene l-a provocat la luptă corp la corp pe Mieszko, Béla a acceptat provocarea în numele regelui polonez. Béla a devenit unul dintre favoriții lui Mieszko și s-a căsătorit cu una dintre fiicele monarhului. Numele soției lui Béla nu este cunoscut cu certitudine. Unii dintre istorici presupun că este vorba despre Rixa/Richeza. Alți cercetători consideră că este vorba despre Adelaida.
Béla a fost creștinat  chiar înaintea ceremoniei de căsătorie și a primit numele de Adalbert. Nu se știe cu exactitate ce a făcut Bela în timpul răscoalelor păgâne din Polonia, când cumnatul său, regele Cazimir, a fost obligat să părăsească țara.
O serie de autori presupun că în această perioadă de interregnum din Polonia, Béla s-a refugiat în Boemia și l-au identificat pe Béla ca fiind „vărul regelui Ștefan” menționat în cronicile medievale și pe care împăratul Henric al III-lea l-a numit în 1043 guvernator al teritoriilor Ungariei cedate de Samuel Aba.

## Duce alTercia pars Regni
Între timp, după ce revoltele păgâne au pus capăt domniei regelui Petru Orseolo, fratele lui Béla, Andrei a devenit rege al Ungariei. Relațiile noului rege cu Sfântul Imperiu German au fost tensionate, deoarece Petru Orseolo fusese nu doar un aliat credincios al împăratului, ci și vasalul său. Andrei a refuzat să accepte suzeranitatea împăratului, a adoptat măsuri pentru întărirea independenței regatului și s-a pregătit de război. Pentru a-și întări poziția, el și-a invitat fratele, care se dovedise un conducător militar de succes, iar Béla a acceptat această ofertă.
În 1048, Andrei a oferit o treime din Regatul Ungariei, așa numita „Tercia pars regni”, ca apanaj al lui Béla. Cei doi frați au conlucrat fără incidente până în 1053, când regelui Andrei i s-a născut un fiu, Solomon. După această dată, Andrei a hotărât să asigure succesiunea fiului său, în defavoarea fratelui. Pentru aceasta, Solomon a fost încoronat rex iunior (rege copil) în 1057, în ciuda înțelegerii precedente dintre cei doi frați, prin care Béla ar fi fost moștenitorul tronului după moartea lui Andrei. Această înțelegere era de altfel în conformitate cu tradiția maghiară, care cerea ca cel mai în vârstă frate supraviețuitor al familiei să moștenească titlul. După încoronarea nepotului său, Béla a părăsit curtea regală.
Legenda afirmă că, după doi ani, regele Andrei și-a rechemat fratele la curte și i-a prezentat semnele puterii regale și ducale: coroana și sabia, după care i-a cerut să facă o alegere. Béla ar fi fost avertizat că, în cazul în care ar fi ales coroana, Andrei ar fi fost decis să îl execute. Ca urmare,  Béla a ales sabia, adică titlul de duce. La scurtă vreme după acest episod, Béla s-a refugiat la curtea regelui Bolesław al II-lea cel Generos, care era nepotul soției sale.

## Rege al Ungariei
În 1060, Béla s-a reîntors în Ungaria și l-a atacat pe Andrei. După victoria din bătălia de la  Theben și moartea lui Andrei, Béla a fost încoronat rege pe 6 decembrie 1060. În scurta sa domnie, Béla a purtat mai multe campanii interne pentru zdrobirea revoltelor păgâne.
Cronicile maghiare îl amintesc pe Béla pentru introducerea unei noi monede, denarul din argint, și pentru mărinimia pe care a arătat-o față de sprijinitorii nepotului său, Solomon. Din timpul regelui Béla a început folosirea în Ungaria a termenilor „Nobilissimus” și „nobilissima familia” pentru desemnarea regelui sau a familiei sale. Totuși, termenii au fost folosiți doar pentru un număr redus de monarhi (sau familii).
Béla a murit într-un accident, când tronul său din lemn s-a rupt. După moartea lui Béla, împăratul Henric al IV-lea l-a instalat pe tronul Ungariei pe Solomon, iar fii lui Bela au fost nevoioți să se refugieze în Polonia.

## Familia
La un moment dat între 1039 și 1043 Béla s-a căsătorit cu Richeza / Adelaide, fiică a regelui Poloniei Mieszko al II-lea Lambert (? - după 1052). 
- regele Géza I al Ungariei (c. 1044[9] – 25 aprilie 1077);
- regele Ladislau I al Ungariei (c. 1048 – 29 iulie 1095);
- ducele Lampert al Ungariei (c. 1050 – c. 1095);
- Sofia (c. 1050 – 18 iunie 1095), soția margrafului Ulrich I de Weimar și apoi a ducelui Magnus de Saxonia;
- Euphemia (c. 1050 – 2 aprilie 1111), soția prințului Otto I de Olomouc;
- Jelena (Ilona) Lijepa (c. 1050 – c. 1091), soția regelui Demetrius Zvonimir al Croației;
- Anna Lanke (d. 1095), soția lui Rostislav de Tmutarakan[10]
- Sofia (c. 1050 – c. 1116), o fiică din afara căsătoriei, cu o amantă al cărui nume este necunoscut; a fost soția contelui Lampert Hont-Pázmány. [11].

## Izvoare primare
- Simon of Kéza: The Deeds of the Hungarians (Edited and translated by László Veszprémy and Frank Schaer with a study by Jenő Szűcs) (1999). CEU Press. ISBN 963-9116-31-9.
- The Hungarian Illuminated Chronicle: Chronica de Gestis Hungarorum (Edited by Dezső Dercsényi) (1970). Corvina, Taplinger Publishing. ISBN 0-8008-4015-1.